# Муратов, Пётр Григорьевич
Петр Григорьевич Муратов — советский хозяйственный, государственный и политический деятель.

## Биография
Родился в 1910 году в Иркутске. Член КПСС.
Окончил Томский электромеханический институт.
До 1949 — бригадир, мастер, заместитель начальника, начальник паровозного депо, начальник службы Восточно-Сибирской железной дороги, главный инженер, первый заместитель начальника Южно-Уральской железной дороги.
В 1949—1955 — начальник Томской железной дороги.
В 1955—1959 — начальник Главного управления локомотивного хозяйства МПС СССР.
В 1959—1972 — заместитель министра путей сообщения МПС СССР.
Умер в 1983 году в Москве.

## Награды
- Орден Ленина
- Орден Отечественной войны I степени
- Орден Трудового Красного Знамени (дважды)
- Орден Знак Почёта